# مسجد جارچی
مسجد جارچی مربوط به دوره صفوی است و در اصفهان، خیابان عبدالرزاق، خیابان حکیم، کوچه باغ قلندرها، بازار گلشن واقع شده و این اثر در تاریخ ۲۹ آذر ۱۳۱۶ با شمارهٔ ثبت ۲۹۲ به‌عنوان یکی از آثار ملی ایران به ثبت رسیده‌است.